# Emil Racoviță
Emil Racoviță (n. 15 noiembrie 1868, Iași, România – d. 19 noiembrie 1947, Cluj, România) a fost un savant, explorator, speolog și biolog român, considerat fondatorul biospeologiei (studiul faunei din subteran - peșteri și pânze freatice de apă). A fost ales membru titular al Academiei Române în 1920 și a fost președinte al acestei academii în perioada 1926–1929.

## Date biografice

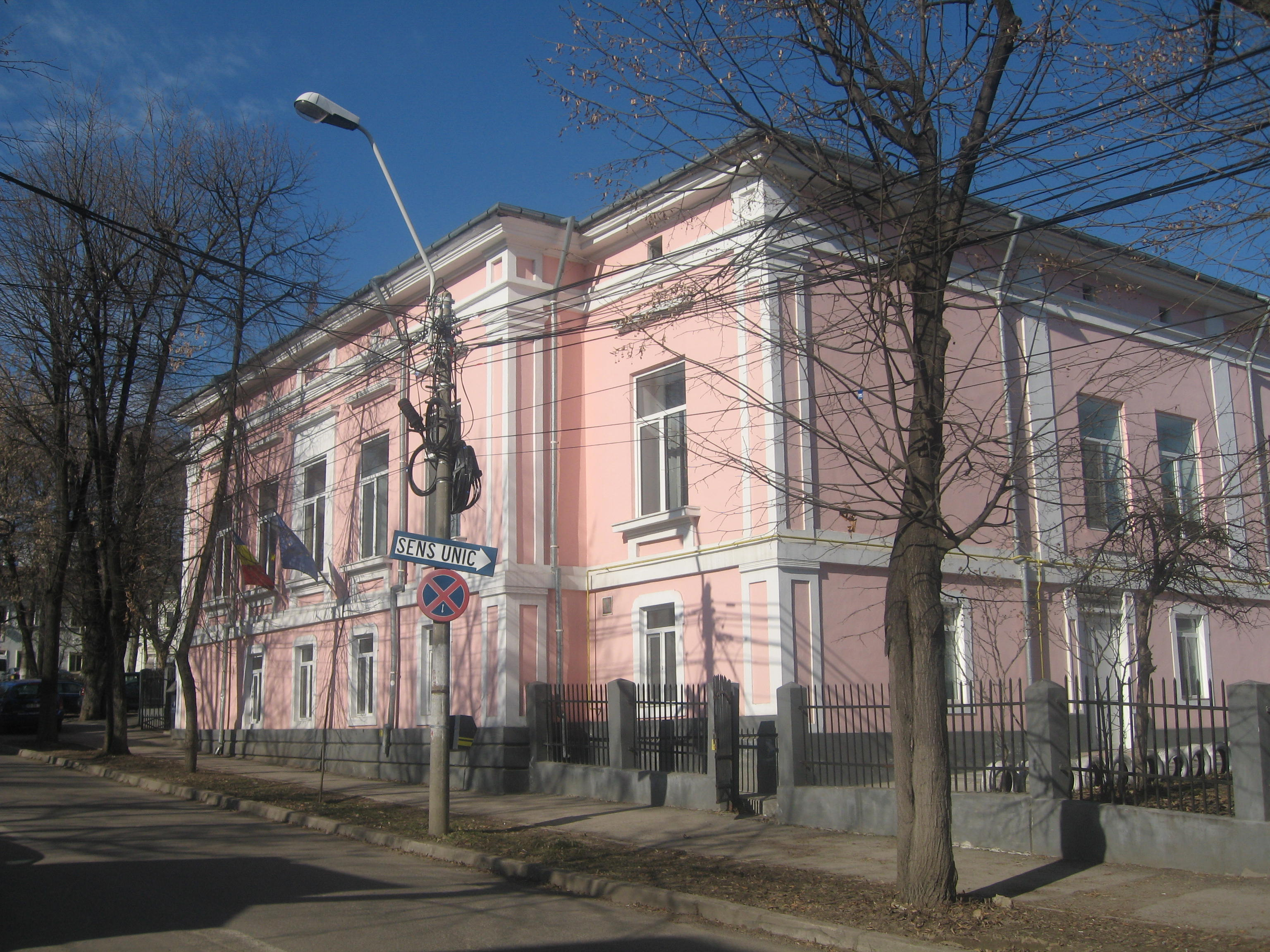
Casa de pe str. Lascăr Catargiu nr. 36 din Iași, în care s-a născut Emil Racoviță.

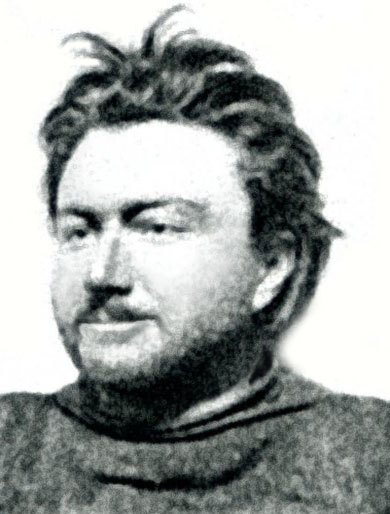
Emil Racoviță pe bordul navei Belgica, în 1898 (la 30 de ani).

Emil Racoviță s-a născut la Iași în 1868. Tatăl său, Gheorghe Racoviță (1839-1913), era magistrat și membru fondator al societății literare Junimea și se trăgea dintr-o veche familie de boieri moldoveni, iar mama sa, Eufrosina Al. Racoviță (născută Stamatopol) era o talentată pianistă. A avut un frate, Alexandru Racoviță și o soră, Margareta Racoviță.
Emil Racoviță și-a petrecut copilăria la Șurănești, județul Vaslui, numit astăzi omonim, după numele marelui savant, la moșia familiei. Și-a început educația la Iași, ca elev al lui Ion Creangă și mai târziu al lui Grigore Cobălcescu, continuând apoi la liceul „Institutele Unite”. Ulterior, Racoviță Emil, fostul elev al geologului Grigore Cobălcescu studiază la Facultatea de Drept din Paris, după dorința tatălui său, dar audiază concomitent și cursurile Școlii de antropologie. După obținerea cu succes a licenței în drept, se înscrie și la Facultatea de Științe din Universitatea Sorbona, Paris, după absolvirea căreia, în 1891, lucrează la laboratoarele Arago în cadrul stațiunii de biologie marină de la Banyuls-sur-Mer, unde efectuează o serie de scufundări la adâncimea de 10 m cu un echipament clasic Siebe-Gorman, pentru a studia viața subacvatică. Prezintă teza de doctorat în 1896 cu subiectul Le lobe céphalique et l'encéphale des annélides polychètes.

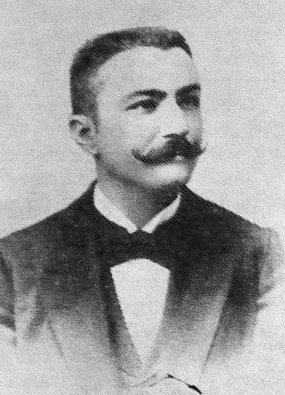
Emil Racoviță înaintea plecării în expediția din Antarctica.

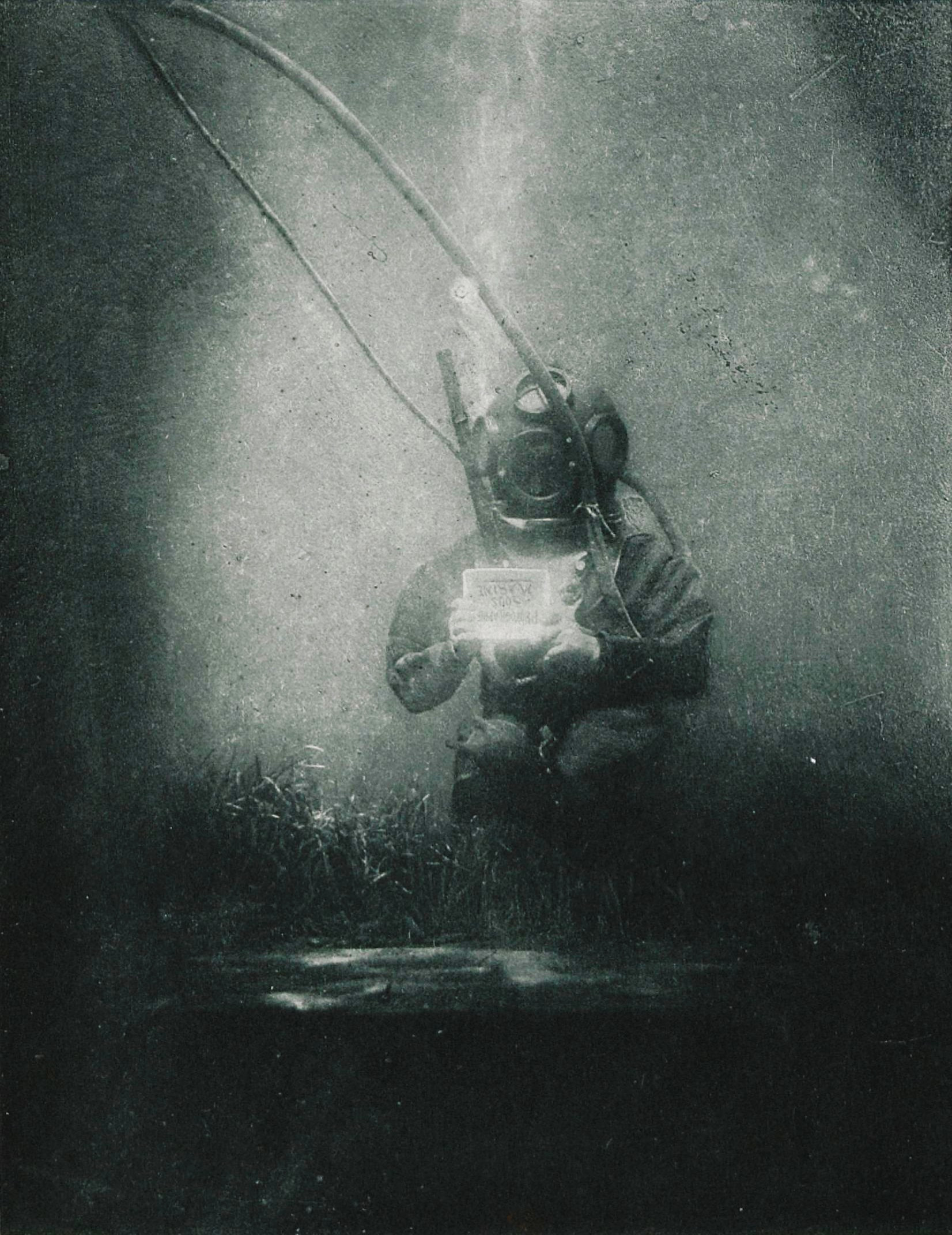
Emil Racoviță scafandru la Banyuls-sur-Mer în iarna 1899, foto: Louis Boutan.

La vârsta de numai 25 de ani este ales membru al Societății zoologice  din Franța. Este recomandat (1897) să participe ca naturalist al Expediției antarctice belgiene (1897-1899) la bordul navei Belgica, condusă de Adrien de Gerlache. Această expediție, care pornește din Anvers în august 1897, avea un caracter internațional, pe lângă belgieni, la ea participând și norvegianul Roald Amundsen ca ofițer secund, medicul american Frederick Cook, meteorologul polonez Antoine Dobrowolski și geologul Henryk Arctowski.
Cu prilejul escalelor făcute în Chile și pe țărmurile strâmtorii Magellan, efectuează cercetări complexe asupra florei și faunei. În apropierea Țării Palmer din Antarctida, expediționarii descoperă o strâmtoare care a primit numele navei „Belgica” și câteva insule (una numită de Racoviță insula Cobălcescu). Expediția mai înscrie pe harta încă incompletă a Antarcticii și insula Wiencke și Țara lui Danco, după numele celor doi membri ai expediției care au pierit în această călătorie.

În perioada când „Belgica” a fost prizoniera ghețurilor (martie 1898 - februarie 1899), naturalistul expediției, împreună cu ceilalți oameni de știință, au întreprins numeroase observații și cercetări științifice. Materialul adunat a constituit obiectul unui număr de 60 volume publicate, reprezentând o contribuție științifică mai mare decât a tuturor expedițiilor antarctice anterioare luate la un loc. Savantul român a întreprins un studiu aprofundat asupra vieții balenelor, pinguinilor și a unor păsări antarctice, care i-a adus o reputație bine meritată.
În 1920 a fost invitat ca profesor la Facultatea de Științe a Universității din Cluj, unde a înființat primul institut de biospeologie din lume împreună cu prietenul și colegul său René Jeannel.
A fost căsătorit cu Hélène Boucard și a avut trei copii, Renée Racoviță (n. 1908), Ion Racoviță (1909-1938) și Andrei Racoviță (n. 1911).

## Lucrări importante

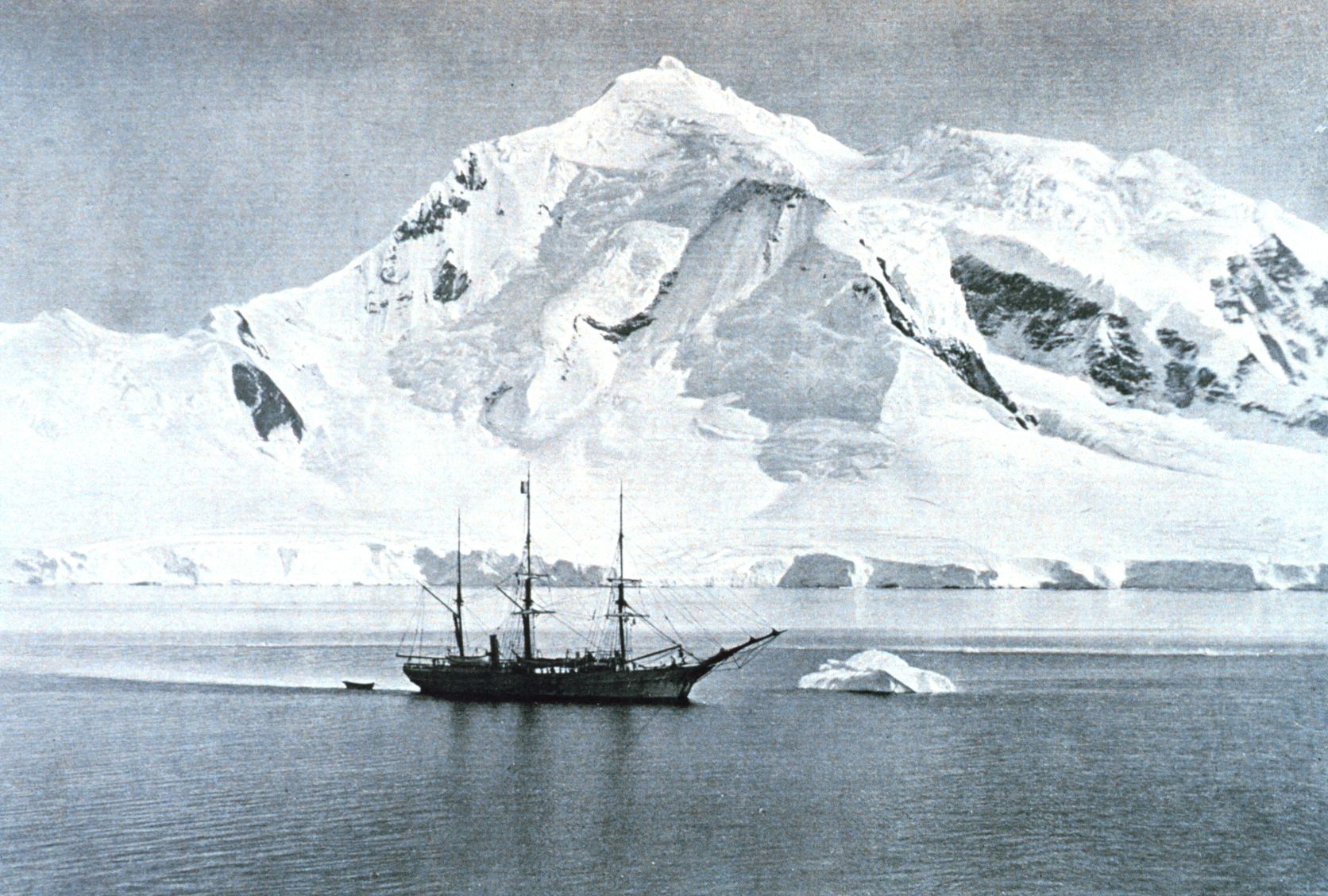
Belgica navigând în Strâmtoarea de Gerlache

Cele 1.300  de exemplare din flora și fauna regiunilor cercetate adunate de Racoviță au fost studiate de numeroși cercetători, care au descris sute de forme necunoscute până atunci în lumea vegetală și animală. La întoarcere a publicat o lucrare importantă despre Cetacee, în special balene.
În 1900, devine director-adjunct al Laboratorului Oceanologic „Arago” din Banyuls-sur-Mer, Franța.
Ca urmare a descoperirii unor noi specii de crustacee în peștera Cueva del Drach din Mallorca, vizitată în 1904, domeniul îl fascinează și renunță la cercetarea în oceanologie pentru a se dedica ecosistemelor subterane. La intrarea în oraș există o statuie a lui Emil Racoviță.
În 1907, va publica „Essai sur les problemes biospeologiques”, prima lucrare importantă dedicată biospeologiei din lume. După aceea, va iniția un program internațional de cercetare numit „Biospeologica” care să studieze fauna peșterilor, la început ca o activitate privată, dar în 1920, înființează la Cluj primul Institut Speologic din lume.
Pe lângă numeroși cercetători români, Racoviță aduce la Cluj și o echipă de prieteni biologi de renume, doi francezi (Jules Guiart, René Jeannel) și un elvețian (Alfred Chappuis).
Ideea lui Emil Racoviță de a se organiza o instituție de stat pentru un turism care să respecte natura, se materializează în anul 1926 când fondează Oficiul Național de Turism (ONT), oficializat la 4 ianuarie 1936 prin decret regal.

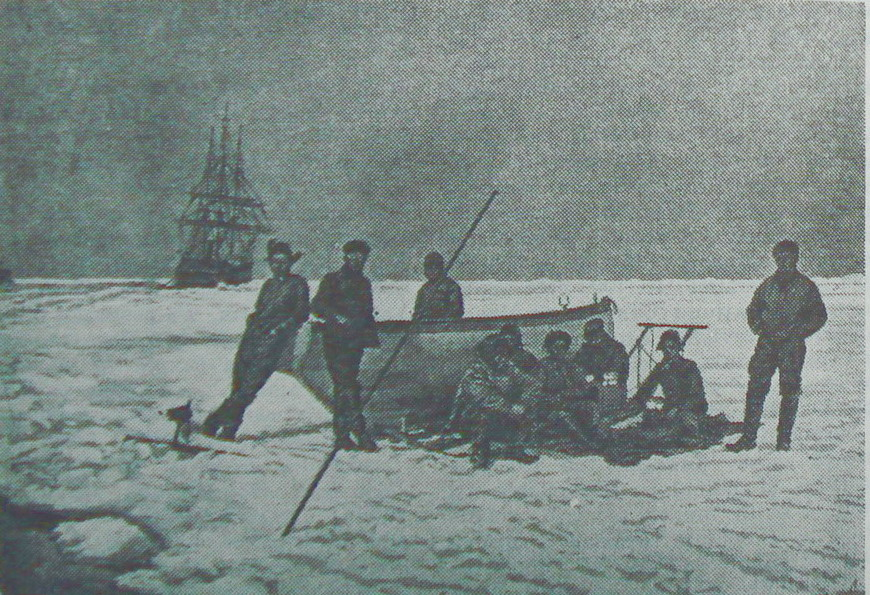
Moment de răgaz în timpul săpării canalului prin care Belgica a ieșit din banchiză (Foto: Fr. Cook). Cook și-a intitulat fotografia „Ceaiul de la ora 5”

Între timp, scrie de asemenea un tratat evoluționist, cu anumite abordări originale asupra subiectului.
Dictatul de la Viena determină o perioadă de refugiu. Emil Racoviță s-a mutat la Timișoara, punând pauză unor proiecte la care lucra în Cluj cu colaboratorul său, speologul Pierre-Alfred Chappuis. Conducerea Institutului de Speologie din Cluj a fost lăsată în mâinile adjunctului său elvețian, până în 1945, când s-a întors. Chiar și așa, Emil Racoviță nu a stat deoparte nici în timpul șederii sale la Timișoara. El s-a alăturat Facultății din Timișoara în postura de prodecan, asumându-și o sumedenie de chestiuni administrative într-o perioadă destul de tumultuoasă pentru țară, dat fiind contextul politic european din aceea vreme
După ce a petrecut o perioadă de aproape cinci ani departe de catedra din Cluj, revenind în 1945, nu a găsit acolo daune însemnate, colecțiile sale fiind neatinse de efectele războiului. Și-a continuat activitatea până în noiembrie 1947, dând dovadă de o dedicare deosebită față de munca sa, el trecând prin episoade care i-au pus viața în pericol, precum în vara anului 1947 când cade de pe scări și își fracturează un omoplat, sau când se îmbolnăvește de pneumonie cu puțin timp înainte să moară, toate acestea însă nu l-au împiedicat să își continue munca de dimineața până seara. Savantul a murit la 19 noiembrie 1947, lăsând în urmă o sumedenie de descoperiri științifice în materie de speologie și de biologie.

## Descoperiri științifice

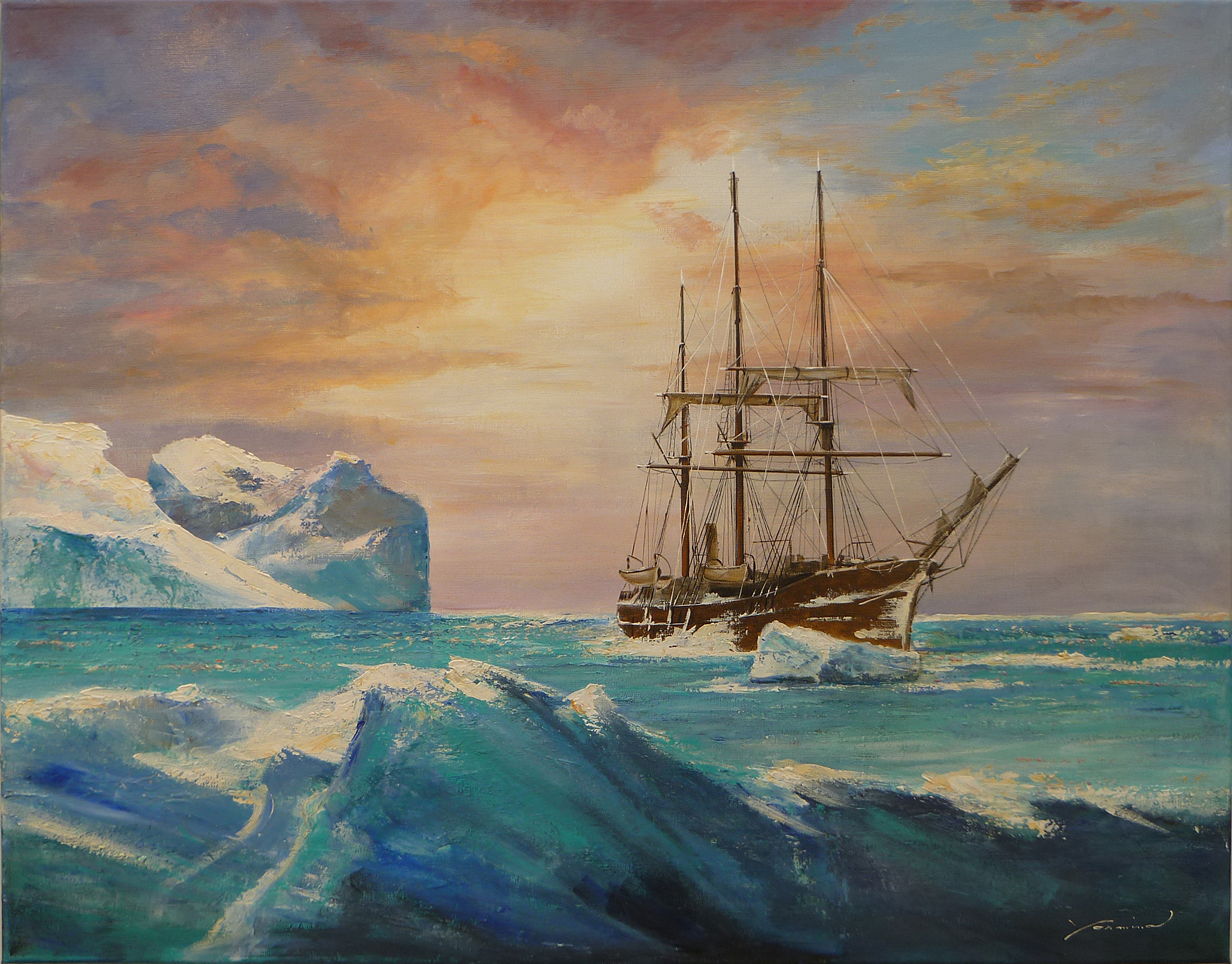
Belgica în strâmtoarea De Gerlache din Antarctica.

În timpul expediției din Antarctica Emil Racoviță a avut posibilitatea să studieze viața imenselor mamifere acvatice, dar și a pinguinilor. El a rămas în istoria științei ca descoperitor al balenei cu cioc.

## Funcții deținute
- Senator, reprezentant al Universității din Cluj 1922–1926
- Rector al Universității din Cluj 1929–1930
- Președinte al Academiei Române 1926–1929, senator al României
- Senator al României în timpul dictaturii regale 1939–1940
- Director al Institutului de Speologie 1920–1947
- Membru al mai multor asociații științifice

## In memoriam
În cinstea cunoscutului speolog au fost numite Institutul de Speologie „Emil Racoviță” din Cluj-Napoca, nava oceanografică românească „Emil Racoviță” și cea mai mare peșteră din Republica Moldova. De asemenea, unui grup de trei insule în Golful Wilhelmina li s-a dat în 1958 numele savantului român, ca recunoaștere pe plan internațional a meritelor sale științifice. 
În satul Emil Racoviță din comuna Dănești, județul Vaslui, a fost amenajată Casa Memorială „Emil Racoviță”.
Emil Racoviță apare în prima fotografie subacvatică ce s-a păstrat până astăzi, realizată de fotograful francez Louis Marie Auguste Boutan.
Emil Racoviță a fost decorat la 27 ianuarie 1942 cu Ordinul „Steaua României” în gradul de Mare Cruce.
Unul dintre premiile anuale acordate de Academia Română poartă numele lui Emil Racoviță.
Un bust din bronz al lui Emil Racoviță, operă a sculptorului Virgil Fulicea, a fost dezvelit în anul 1957 pe strada Clinicilor din Cluj, în fața Institutului de Speologie.
În 2017, la Cluj-Napoca, a fost deschisă o expoziție dedicată omului de știință Emil Racoviță, fondatorul biospeologiei, cu ocazia împlinirii a 70 de ani de la moartea marelui savant român. De asemenea, municipalitatea clujeană a planificat organizarea unei serii de manifestări culturale în anul 2018, când se împlinesc 150 de ani de la nașterea savantului, care a locuit la Cluj în a doua parte a vieții sale. Astfel, pe 17 noiembrie 2018 a avut loc o solemnitate urmată de depunerea unei coroane de flori la mormântul savantului, din Cimitirul Central. În aceeași zi a avut loc și prezentarea expoziției „Expediție în trecut”, organizată în Turnul Croitorilor din Cluj.
În 2022, organizația nonguvernamentală clujeană Create.Act.Enjoy a deschis muzeul virtual „Case de poveste – Emil Racoviță”, un tur virtual gratuit, realizat cu camere profesioniste de 360°, cu ghidaj multimedia, accesibil oricând de pe site-ul organizației.

### Filatelie

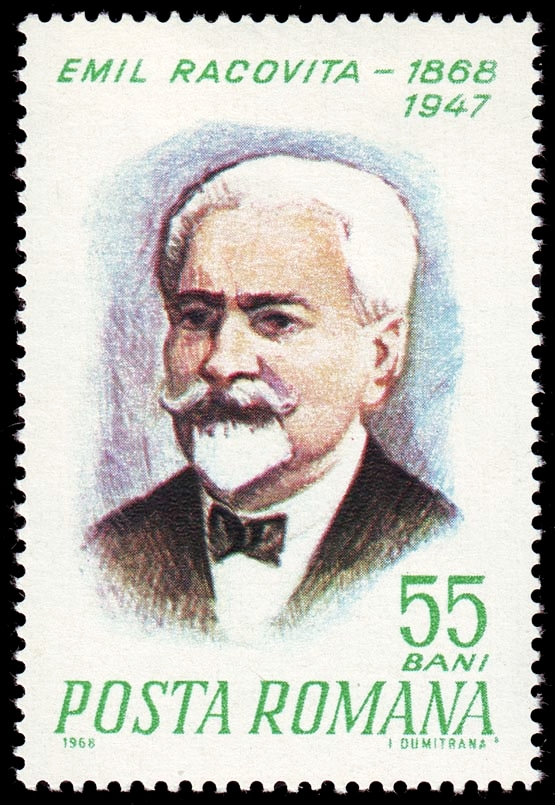
Portretul lui Emil Racoviță pe o marcă poștală cu valoarea nominală de 55 de bani

În anul 1968, Poșta Română a pus în circulație o marcă poștală cu valoarea nominală de 55 de bani, cu ocazia împlinirii a 100 de ani de la nașterea lui Emil Racoviță.

### Numismatică
Banca Națională a României a pus în circulație, la 6  august 2018, o monedă comemorativă din argint, cu tema 150 de ani de la nașterea lui Emil Racoviță. Moneda are valoarea nominală de 10 lei, are titlul de 999‰, este rotundă, cu diametrul de 37 mm, are greutatea de 31,103 g, marginea este zimțată, întreaga emisiune de 200 de exemplare fiind de calitate proof.

## Lucrări importante
- „Essai sur les problemes biospeologiques” (1907)
- Cétacés. Voyage du S. Y. Belgica en 1897-1899. Résultats scientifiques. Zoologie. J. E. Buschmann, Anvers, 1903.
- Énumération des grottes visitées, seriile 1-7. Archives de Zoologie expérimentale et générale, Paris, 1907-1929 (în colaborare cu R. Jeannel).
- Speologia. O știință nouă a străvechilor taine subpământești. Astra, Secția Științelor naturale, Biblioteca populară, Cluj, 1927.
- Evoluția și problemele ei (1929)

## Galerie de imagini

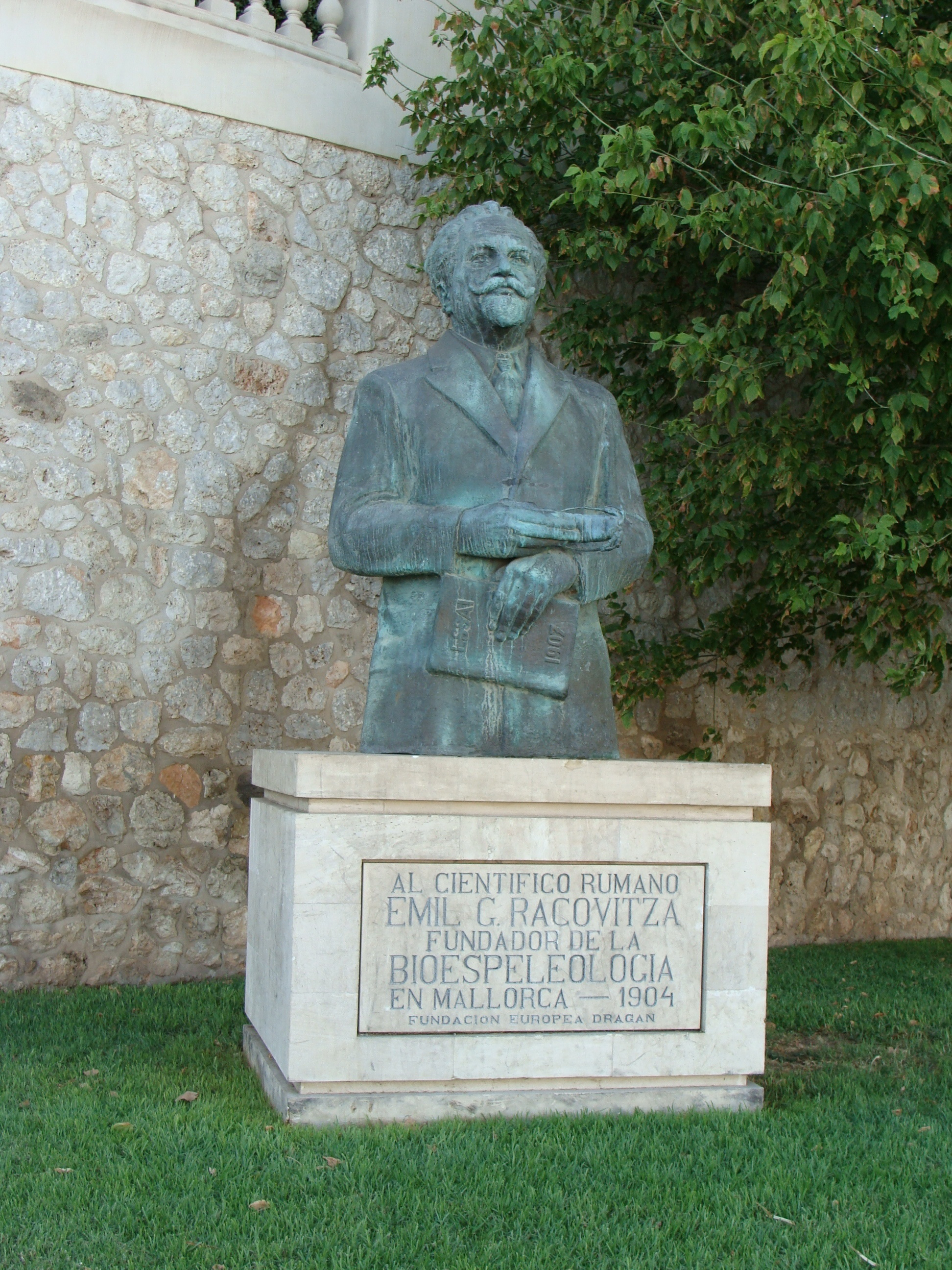
Statuia lui Emil Racovita din Palma de Mallorca
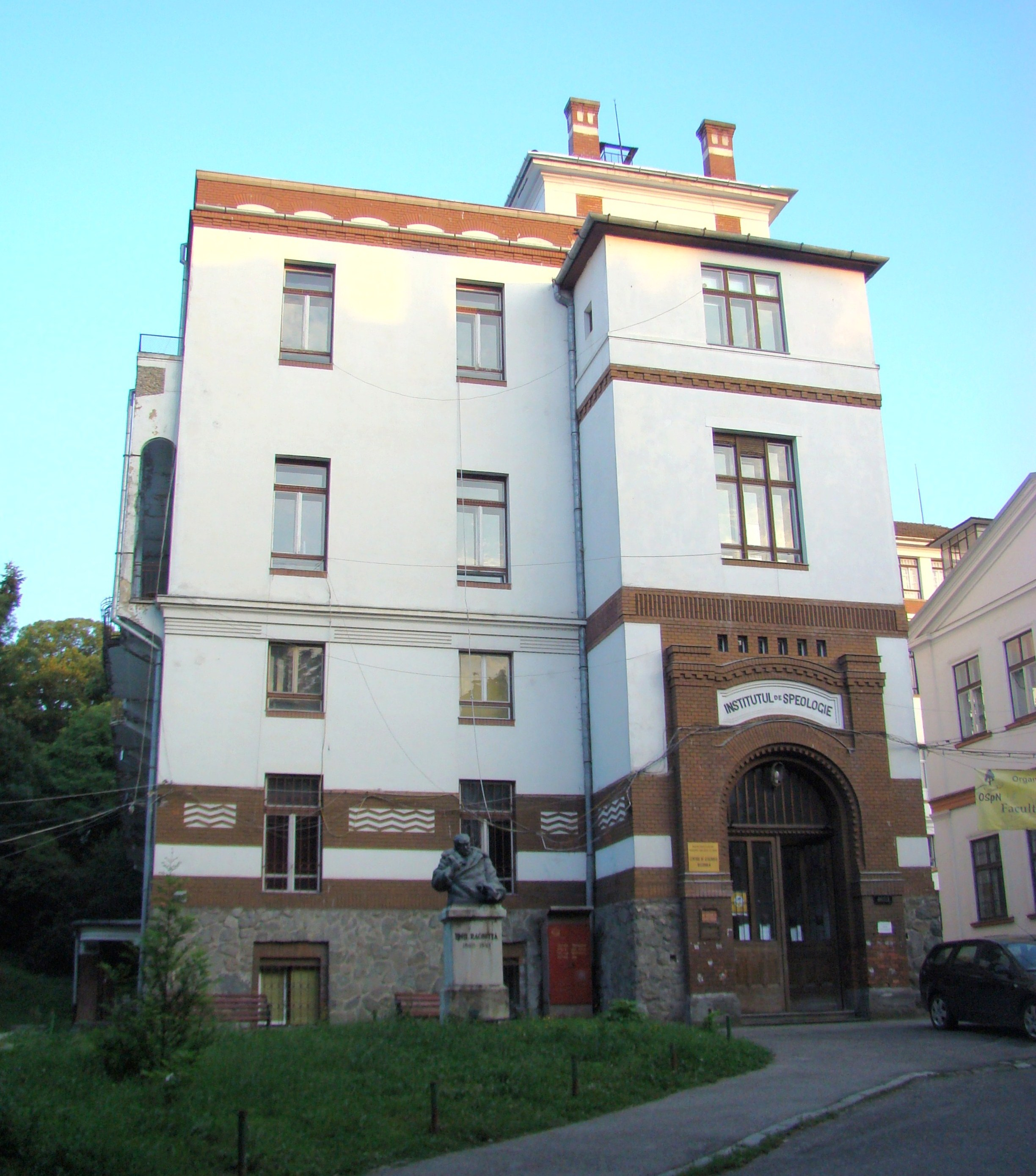
Institutul de Speologie "Emil Racoviță" din Cluj-Napoca
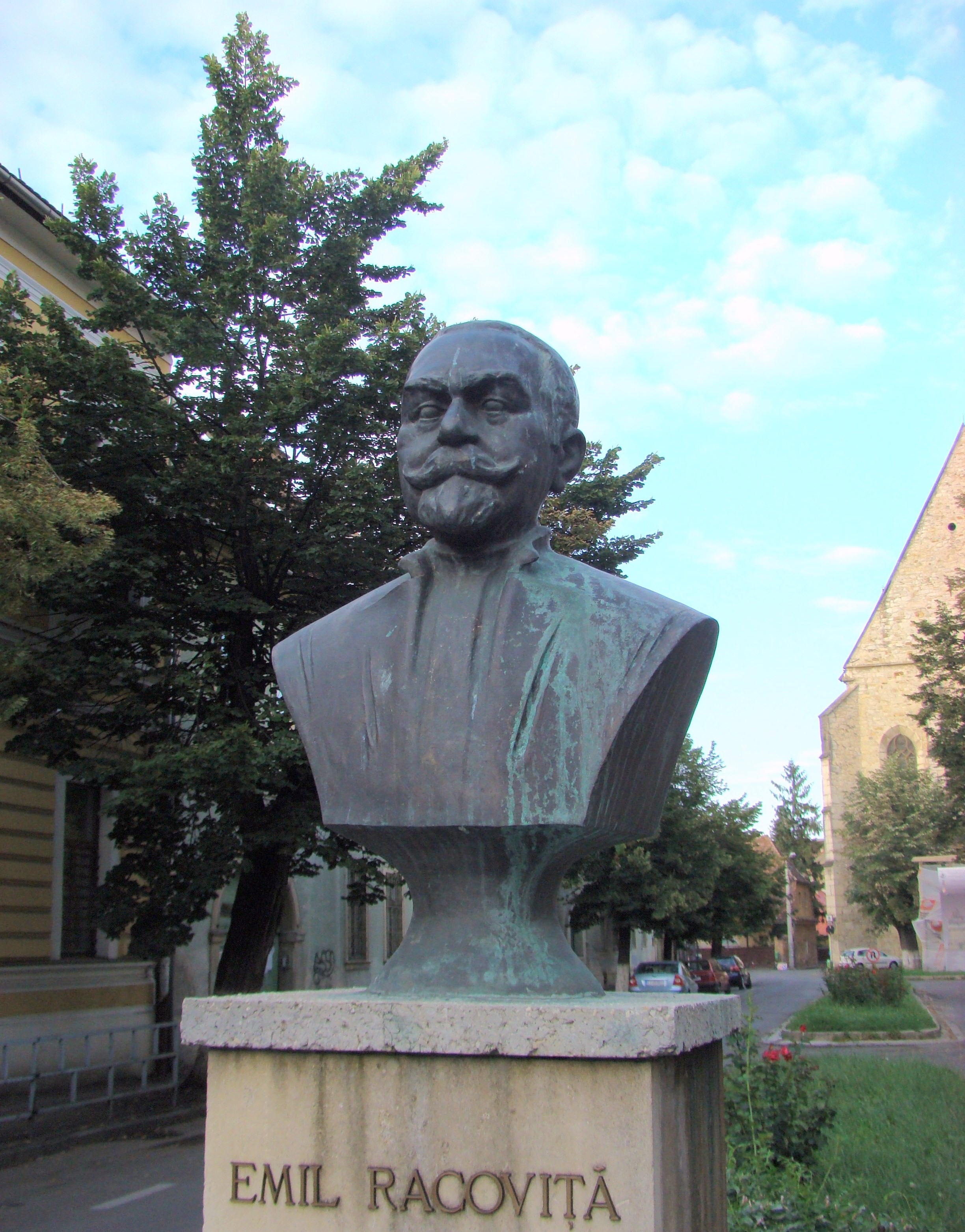
Bustul lui Emil Racoviță din fața liceului care îi poartă numele

### Monografii
- Motaș, C., Pop, E., Sălăgeanu N., Codreanu, R., Radu, Gh. – „Emil Racoviță. Opere alese”, 1964, Editura Academiei R.P.R., 812 p.
- Motaș, C., Ghica, C., „Emil Racoviță, fondatorul biospeologiei”, 1969, Editura Științifică, 207 p.
- „Livre du Centenaire Emile G. Racovitza (1868-1968)”, 1970, Editura Academiei R.S.R., București, 700 p.
- Murariu, D., „Les pinnipedes antarctiques. Recherches d’Emille Racovitza”, 2016, Editions Universitaires européennes, Saarbrucken, Germania, 521 p.